# Onésime Rukundo
Onésime Rukundo (* 9. April 1999 in Ngozi) ist ein burundischer Fußballspieler auf der Position eines Torwarts. Er debütierte im Jahr 2019 in der A-Nationalmannschaft von Burundi.

## Vereinskarriere
Onésime Rukundo wurde am 9. April 1999 in der Stadt Ngozi im Norden von Burundi geboren. Bereits im Kindesalter begann er mit dem Fußballspielen und kam mindestens ab der Saison 2017/18 in der Herrenmannschaft des Le Messager FC de Ngozi zum Einsatz. Mit dem Klub aus der auf über 1800 Meter über dem Meeresspiegel gelegenen Stadt schaffte er es in dieser Saison zum ersten Mal in der Geschichte des Klubs auf den ersten Platz im Endklassement und hatte dabei am Ende einen Punkt Vorsprung auf den LLB Académic FC. Dadurch qualifizierte sich die Mannschaft für die Teilnahme an der Vorrunde (Qualifikationsrunde) zur CAF Champions League 2018/19, schied in dieser jedoch bereits frühzeitig mit einem Gesamtergebnis von 1:3 gegen den Ismaily SC aus Ägypten aus. In der nachfolgenden Spielzeit 2018/19 schaffte er es mit seinem Team im Endklassement lediglich auf den vierten Tabellenplatz, belegte jedoch in der darauffolgenden Saison 2019/20 abermals den ersten Platz und wurde zum zweiten Mal in der Geschichte burundischer Fußballmeister. Diese Saison wurde als eine der wenigen weltweit über einen längeren Zeitraum während der COVID-19-Pandemie fortgeführt, ehe sie Anfang April nach 27 gespielten Runden für nicht einmal zwei Monate kurzzeitig unterbrochen und danach vollständig weiter ausgetragen wurde. In der Vorrunde zur CAF Champions League 2020/21, für die sich die Mannschaft als burundischer Meister qualifiziert hatte, absolvierte Rukundo beide Spiele gegen den eswatinischen Meister Young Buffaloes und schied mit seinem Team nur aufgrund der Auswärtstorregel nach einem Gesamtscore von 1:1 gegen den Konkurrenten aus Eswatini aus. In der Spielzeit 2020/21 gehört Rukundo ebenfalls zum Stammaufgebot des burundischen Erstligisten.

## Nationalmannschaftskarriere
Im Februar 2019 war Rukundo neben Aimé Ndizeye und Ally Kitenge einer von drei Torhütern des 21-köpfigen burundischen Spieleraufgebots, das an der U-20-Fußball-Afrikameisterschaft 2019 im Niger teilnahm. Als Stammtorwart kam er in allen drei Gruppenspielen zum Einsatz und beendete das Turnier mit Burundi als Vierter und damit Letzter der Gruppe A. Im März 2019 gehörte er für zwei Länderspiele gegen die Republik Kongo dem burundischen U-23-Kader an. Wenige Wochen nach seinem A-Nationalmannschaftsdebüt bestritt er mit dem U-20-Kader das Fußballturnier der Afrikaspiele 2019 und beendete dieses, ohne einen einzigen Punkt erreicht zu haben, auf dem vierten und damit letzten Platz der Gruppe B.
Anlässlich der Qualifikation zur Afrikanischen Nationenmeisterschaft 2020, die in weiterer Folge aufgrund der COVID-19-Pandemie verschoben und zur Afrikanischen Nationenmeisterschaft 2021 wurde, kam Rukundo zu seinem Länderspieldebüt für die A-Nationalmannschaft seines Heimatlandes. Dabei wurde er in der ersten Runde der Zentral-Osten-Zone der Qualifikation gegen den Südsudan vom Nationaltrainer Olivier Niyungeko eingesetzt. Nachdem er im Hinspiel am 27. Juli 2019 debütierte, absolvierte er am 4. August 2019 auch das Rückspiel und stieg mit Burundi – nach zwei Siegen in Folge – in die nächsthöhere Qualifikationsrunde auf. In dieser kam er zwischen September und Oktober 2019 ebenfalls als Stammtorhüter zum Einsatz, verlor jedoch beide Spiele mit jeweils 0:3 gegen Uganda und konnte sich somit mit seinem Heimatland nicht für die Endrunde qualifizieren. Noch im Dezember des gleichen Jahres nahm er mit Burundi am CECAFA-Cup 2019 in Uganda teil, kam dabei allerdings nur im unbedeutenden vierten Gruppenspiel gegen Somali zum Einsatz. In den restlichen drei Partien hütete Fabien Mutombora das Tor der Burundier; Burundi schied punktelos auf dem letzten Platz der Gruppe A aus dem Turnier aus.
Danach dauerte es beinahe ein Jahr, ehe Rukundo wieder Berücksichtigung fand und in einem Freundschaftsspiel gegen Tansania im Oktober 2020 zum Einsatz kam. Im November 2020 wurde er wieder als Stammtorhüter geführt, als Burundi zwei Qualifikationsspiele zum Afrika-Cup 2021, der in weiterer Folge auf das Jahr 2022 verschoben wurde, absolvierte. Bei den beiden Partien gegen Mauretanien musste Rukundo zwei Gegentreffer hinnehmen; sein Heimatland blieb dabei allerdings ohne Niederlage. In einem der letzten beiden Qualifikationsspielen im März 2021 war der 1,80 m große Schlussmann ebenfalls im Tor der Burundier, die es am Ende auf fünf Punkte aus sechs Spielen gebracht hatten und sich als Drittplatzierter der Gruppe E nicht für die Endrunde qualifizieren konnten. Im anderen Qualifikationsspiel musste er dem etwa gleichaltrigen Jonathan Nahimana den Vortritt lassen. Bis dato (Stand: 9. April 2021) war Rukundo in mindestens neun Länderspielen im Einsatz.

## Erfolge
mit dem Le Messager FC de Ngozi
- 2× Meister: 2017/18 und 2019/20